# Doe Nunatak
Doe Nunatak är en nunatak i Antarktis. Den ligger i Östantarktis. Nya Zeeland gör anspråk på området. Toppen på Doe Nunatak är 1 952 meter över havet, eller 102 meter över den omgivande terrängen. Bredden vid basen är 2,8 km.
Terrängen runt Doe Nunatak är huvudsakligen platt, men österut är den kuperad. Trakten är obefolkad. Det finns inga samhällen i närheten. 